# Dave Kerzner
David Nathaniel Kerzner is een Amerikaans multi-instrumentalist en oprichter van de firma Sonic Reality Inc.

## Leven
Zijn opleiding kreeg hij aan de Universiteit van Syracuse en Universiteit van Californië - Los Angeles, maar hij maakte beide opleidingen niet af. Aanzet tot zijn carrière was een Moog-synthesizer.
Kerzners voornaamste werkzaamheden bestaan uit het fabriceren van samples van “oude” en vergeten muziekinstrumenten uit de popmuziek van de jaren zeventig en tachtig. Drumsamples kwamen bijvoorbeeld van Nick Mason. Hij legde daartoe een grote verzameling aan om de klanken te kunnen inpassen binnen de rock van de 21e eeuw. Daarnaast zorgde hij ook voor samples van muziekinstrumenten die gebruikt worden binnen het klassieke symfonieorkest. In die hoedanigheid wordt hij door een breed spectrum aan artiesten gevraagd om zijn klanken binnen hun muziek te kunnen gebruiken. Binnen dat spectrum werden musici aangetroffen als Alan Parsons, Genesis, Rolling Stones, Beyoncé en Tom Waits. Genesis gebruikte hem voor hun afscheidstournee. 
Naast die werkzaamheden speelde Kerzner mee op albums en concerten van andere artiesten. Zijn eerste echte wapenfeit zou daarbij zijn het album Thud van Kevin Gilbert, maar hij speelde al muziek op de middelbare school. Vanaf dan schoof Kerzner van artiest naar artiest, zowel binnen het professionele circuit, als bij gelegenheidsformaties voor uitvoeringen van andermans werk. Daarbij bleef Genesis een belangrijke rol spelen. In 1994 speelde hij mee met de band Giraffe om de muziek van het album The Lamb Lies Down on Broadway ten gehore te brengen tijdens muziekfestival Progfest. In 2005 was het Jon Anderson, die hem inschakelde voor een reeks concerten, waarbij ook Spock's Bearddrummer Nick D'Virgilio meespeelde. Van 2007 tot 2010 was hij tevens bij de reünietournee van Genesis en werkte samen met Simon Collins, zoon van Genesisdrummer Phil Collins. In 2010 waren zijn samples te horen op het album Grace for drowning van Steven Wilson. In dat jaar besloten Simon Collins en Dave Kerzner de band Sound of Contact op te richten. Het leidde na een aantal jaren zoeken voor een platencontract tot het album Dimensionaut. In 2014 kwam zijn eerste soloalbum uit New World. In 2015 was hij mede-oprichter van Mantra Vega, samen met Heather Findlay, hetgeen in dat jaar de single Island en in 2016 het album The illusion's reckoning opleverde. Ondertussen speelde hij mee op Steve Hacketts Genesis revisited II. In 2015 werd ook gekeken of er een tweede album kon komen van Sound of Contact; eind 2017 kwam het bericht dat Sound of Contact opgeheven was.
Zijn bijnaam "Squids" (octopus) dankt hij aan zijn toetsenspel, twee handen aan de toetsen en twee voeten op pedalen. Het komt uit de tijd dat voor een muzieksoftwareforum schreef, maar hijzelf schreef het toe aan de sketch Brontosaurus Theory van Monty Python's Flying Circus.

## Genesis
Een deel van zijn instrumenten is (via via, privé of bedrijfsmatig) afkomstig van de Genesisleden Tony Banks, Mike Rutherford en Phil Collins. Met name apparatuur die al door renovatie uit de mode waren geraakt. Anderzijds maakte de Genenisleden gebruik van zijn software in hun studio en tijdens hun concerten in de eindreeks. In 2025 bracht Kernzer het album It-A celebration of the lamb lies down on Broadway als "digital download" uit.

## Discografie
- 2014 New world
- 2016: New world live
- 2017: Static
- 2018: Yesterday and today (eerbetoon aan vijftig jaar Yes)
- 2019: Breakdown-A compilation 1995-2009 (verzamelalbum)
- 2021: Arc of life (album met diverse Yes-leden)
- 2022: The traveler
- 2023: Heart Land Mines Vol. 1